# Matthew & Son (Lied)
Matthew & Son ist ein Lied, das Cat Stevens 1966 schrieb und veröffentlichte. Es ist ein Popsong mit Bläser- und Streicherarrangements.

## Hintergrund
Matthew and Son wurde von einem früheren Song inspiriert, den er schrieb, weil seine damalige Freundin viel arbeitete – es ist die Geschichte einer Firma, die ihre Mitarbeiter ausbeutet. Das Plattenlabel Deram veröffentlichte Matthew and Son am 30. Dezember 1966 als zweite Single von Cat Stevens, mit Granny als B-Seite. Stevens wurde gebeten, den Song 1967 in einer Reihe von Unterhaltungssendungen vorzutragen, darunter Ready Steady Go! und Top of the Pops. Matthew and Son stieg im Januar 1967 in die Record Retailer Charts ein und erreichte im Februar Platz zwei, womit es in seinem Heimatland zu Stevens’ meistverkaufter Single wurde.
Wegen des Erfolges wurde der Song im März 1967 zum Titeltrack von Stevens’ Debütalbum Matthew & Son. Es ist eines der bekanntesten Lieder von Cat Stevens.
In einem späteren Interview erinnerte sich Stevens daran, dass dies eine Art „sozialer Kommentar“ darüber war, „dass Menschen Sklaven anderer Menschen sind“. In einem Interview mit Beat Instrumental im Februar 1967 erklärte Stevens, dass seine Texte „aus persönlicher Erfahrung stammen“.

## Besetzung
- Cat Stevens – Gitarre, Gesang
- Big Jim Sullivan – Gitarre
- John Paul Jones – Bassgitarre
- Andy White – Schlagzeug, Percussion
- Nicky Hopkins – Keyboards